# Пінігінське сільське поселення
Піні́гінське сільське поселення (рос. Пинигинское сельское поселение) — муніципальне утворення у складі Сорокинського району Тюменської області, Росія.
Адміністративний центр — село Нижньопінігіно.

## Історія
2004 року до складу Пінігінського сільського поселення увійшов присілок Петровка ліквідованої Осиновської сільради.

## Населення
Населення — 670 осіб (2020; 691 у 2018, 881 у 2010, 958 у 2002).

## Склад
До складу поселення входять такі населені пункти:
| Населений пункт           | Населення, осіб (2002) | Населення, осіб (2010) |
| ------------------------- | ---------------------- | ---------------------- |
| Верхньопінігіна, присілок | 71                     | 62                     |
| Городище, присілок        | 155                    | 144                    |
| Нижньопінігіно, село      | 437                    | 418                    |
| Петровка, присілок        | 111                    | 98                     |
| Рядовичі, присілок        | 184                    | 159                    |